# Ménéac
Ménéac è un comune francese di 1 665 abitanti situato nel dipartimento del Morbihan nella regione della Bretagna.

## Storia

### Simboli
Lo stemma è stato adottato dal comune nel 1973 e riprende l'antico blasone di Jean Du Bé, signore di Menéac.

## Società

### Evoluzione demografica
Abitanti censiti